# Zoran Đinđić
Zoran Đinđić (in serbo cirillico Зоран Ђинђић, pronuncia [ˈzɔran ˈd͜ʑind͜ʑit͜ɕ]; Bosanski Šamac, 1º agosto 1952 – Belgrado, 12 marzo 2003) è stato un politico e filosofo serbo che ha ricoperto le cariche di sindaco di Belgrado e di Primo ministro della Repubblica di Serbia.

## Biografia
Đinđić è nato a Bosanski Šamac, nella Republika Srpska (Bosnia ed Erzegovina), una cittadina che confina con la Croazia sul fiume Sava. Completa gli studi di scuola secondaria a Belgrado dove suo padre Dragomir fu trasferito come ufficiale dell'Armata Popolare Jugoslava. Come studente dell'Università di Belgrado mostra interesse per la politica e viene messo sotto osservazione dalle autorità comuniste per il suo ruolo nell'organizzazione di un movimento politico indipendente degli studenti jugoslavi. Per questo si rifugia in Germania Ovest, grazie al sostegno dell'ex cancelliere tedesco Willy Brandt. Studia a Francoforte e ottiene un Ph.D. in filosofia all'Università di Costanza nel 1979.
Ritorna in Jugoslavia nel 1989 per insegnare all'Università di Novi Sad. Nel dicembre 1989, insieme ad altri attivisti serbi, partecipa alla fondazione del Partito Democratico (DS), e l'anno seguente viene eletto nel parlamento serbo. Nel gennaio 1994 prende il posto di Dragoljub Mićunović come presidente del Partito Democratico. 
Il 12 marzo 2003, mentre scende dalla propria autovettura nel cortile del parlamento serbo a Belgrado, viene assassinato dal cecchino Zvezdan Jovanović appostato nel palazzo di fronte. La salma di Đinđić è sepolta al cimitero Novo Groblje (Nuovo Cimitero) di Belgrado.